# The Flying Dutchman (2001)
The Flying Dutchman is een Amerikaanse televisiefilm uit 2001 van Robin Murray. De film is ook bekend als Frozen in Fear (videotitel).
De film heeft niets te maken met het spookschip De Vliegende Hollander, maar is een thriller over een seriemoordenaar in de Amerikaanse stad Montana.

## Rolverdeling
| Acteur             | Personage     |
| ------------------ | ------------- |
| Catherine Oxenberg | Lacy Anderson |
| Eric Roberts       | Sean          |
| Rod Steiger        | Ben<          |
| Joan Benedict      | Moira         |
| Scott Plank        | Ethan         |
| Ellina McCormick   | Polly         |
| Gabriel Clark      | Vitally       |
| Douglas Sebern     | Hans          |
| Barry Sigismondi   | Nathaniel     |
| Christi Marsico    | Astrid<       |
| Brendan Shanahan   | Simon         |
| Gillian Todd       | hippie        |

## Plot
Een kunsthandelaar (Lacy) reist naar het afgelegen stadje Dark Hollow in Montana om de mysterieuze kunstenaar Sean te ontmoeten. Wat begint als romane eindigt in horror, wanneer blijkt dat Sean een schokkend verleden heeft en verantwoordelijk is voor een reeks verdwijningen en doden in het stadje. Lacy ontdekt zijn macabre praktijk van het bevriezen van slachtoffers in ijsbeelden. 